# Петр (Кучер)
Схиархимандри́т Пе́тр (в миру Пётр Петро́вич Ку́чер; 11 июля 1926, село Клиновое, Артёмовский округ, Украинская ССР, СССР — 5 июня 2020, Боголюбский монастырь) — архимандрит Русской православной церкви. Духовник и фактический руководитель Боголюбского монастыря с 1997 года до своей смерти.
Получил известность в православной среде в 1990—2000-х годах своими праворадикальными взглядами, выступлениями против ИНН, паспортов нового образца, содержавших, по его мнению, антихристианскую символику. Призывал к установлению в России монархии, считал Николая II царём-искупителем, вместе с тем являлся почитателем Иосифа Сталина. Один из главных идеологов «покаянного чина» русского народа. В 2010 году оказался в сфере внимания СМИ в связи с обнародованием фактов жестокого обращения с детьми, жившими в приюте при Боголюбском монастыре.
Сторонники архимандрита Петра называли его старцем, «ревностным поборником благочестия и хранителем истинной веры», а все негативные отзывы о нём — клеветой; в свою очередь, критики находили в его проповедях еретические воззрения, профессор ПСТГУ Александр Дворкин назвал Петра (Кучера) и его сторонников сектой.

## Биография

### До принятия сана
Родился 11 июля 1926 год в селе Клиновое Артёмовского округа Украинской ССР (ныне Артёмовский район Донецкой области). Был крещён в детстве. Семья подверглась раскулачиванию в начале 1930-х, пережила голод 1932—1933 годов, из-за которого скончался младший брат Петра Иоанн. В 1938 году скончался его отец. На попечении матери остались трое сыновей — Георгий, Василий, Пётр и дочь Мария.
В сентябре 1943 года сразу после освобождения Донбасса 17-летний Пётр был призван в действующую армию. Как имеющего неполное среднее образование его направили в полковую школу запасного полка, и 5 декабря 1943 года он принял присягу на станции Синельниково под Днепропетровском. После окончания полковой школы в городе Одессе, получив звание сержанта артиллерии, 11 июня 1944 года был направлен в 223-ю дивизию 68-го корпуса 57-й армии 3-го Украинского фронта; часть дислоцировалась тогда севернее города Бендеры. Далее был переведён в 46-й корпус. Участвовал в освобождении Молдавии, Румынии, Болгарии, Югославии, Венгрии, Австрии и Чехословакии. Награждён несколькими боевыми наградами, среди которых — орден Славы III степени, орден Отечественной войны II степени, медали «За отвагу», «За освобождение Белграда», «За взятие Будапешта», «За взятие Вены» и др.
Победу встретил в районе Линца в Австрии. Как вспоминал архимандрит Петр, молодёжь его призыва после войны сразу не демобилизовывали, оставляли в войсках. Готовилась война с Японией, и их эшелонами переправляли на Дальний Восток. После окончания войны переведён в Восточно-Сибирский военный округ, где служил под Иркутском, а затем полтора года в морской пехоте в Порт Калауде в Финляндии. Демобилизовался осенью 1950 года.
После демобилизации окончил вечернюю школу рабочей молодёжи, приобрёл высшее светское образование, и в вузе на военной кафедре получил военное образование и звание офицера. Работал до 1973 года на Украине.

### Начало священнического служения
Дав обет послужить Богу, долгое время не мог найти епархию, где бы его приняли хотя бы в штат церковнослужителей, боясь противодействия властей. Во время одной из бесед Петру Кучеру посоветовали ехать в Латвию, где давление на церковь со стороны государства было меньше, чем в России.
2 августа 1975 года архиепископом Рижским и Латвийским Леонидом (Поляковым) был рукоположён в сан диакона, а 10 августа тем же архиереем — в сан священника. Назначен вторым священником кафедрального собора Даугавпилса. Ездил в Спасо-Преображенскую пустынь близ Елгавы, настоятелем которой был архимандрит Таврион (Батозский), служил вместе с ним, был его учеником. 26 февраля 1979 года митрополитом Леонидом был пострижен в монашество с именем Петр в честь святителя Петра, митрополита Московского и всея Руси.
С 1 мая 1979 года, вскоре после кончины архимандрита Тавриона, по 27 апреля 1991 года служил духовником Спасо-Преображенской пустыни от Рижского Свято-Троицкого женского монастыря. Туда съезжалось на богомолье множество паломников из многих мест Советского Союза. Во время духовного руководства архимандритом Петром Рижской пустынью в ней подвизались около 70 насельниц, более десяти из которых к 2006 году стали настоятельницами и благочинными возрождённых монастырей Русской православной церкви.
Весной 1991 года архимандрит Петр был приглашён в Воронежскую и Липецкую епархию для восстановления Задонского Свято-Тихоновского монастыря, здания которого 29 апреля 1991 года были переданы Церкви. Там решено было устроить скит Задонского Богородицкого монастыря; настоятелем этого скита и стал архимандрит Петр.
Вскоре в восстанавливаемый монастырь потянулись женщины из числа духовных чад архимандрита Петра, решившие по его влиянием принять монашество. Вскоре числившийся на бумаге «скит мужского монастыря» стал на деле женской общиной, и 2 октября 1993 года Священный синод Русской православной церкви учредил своим постановлением Свято-Тихоновский Преображенский женский монастырь, а архимандрит Петр официально становился его духовником.
Заручившись поддержкой влиятельных благотворителей, первое место среди которых занял Новолипецкий металлургический комбинат, иноческая община под руководством архимандрита Петра в весьма краткие сроки возобновила прежние монастырские здания, которые фактически пришлось отстраивать заново. Главный храм — Троицкий собор — был освящён 17 апреля 1993 года. Был обустроен чудотворный источник святителя Тихона Задонского.

### Конфликты 1996 года и переезд во Владимирскую область
21 марта 1996 года указом правящего архиерея в Свято-Тихоновский Преображенский женский монастырь была назначена настоятельница — монахиня Алексеево-Акатова монастыря в Воронеже Дорофея (Ермачкова). Настоятельница стала активно исполнять вверенные ей обязанности, однако найти взаимопонимание с духовником монастыря архимандритом Петром она не смогла.
В апреле 1996 года в обители возникла конфликтная ситуация в связи с отказом архимандрита Петра служить Пасхальную службу в 11 часов вечера (по переведённому декретному времени), на чём настаивало руководство епархии.
Следующий конфликт произошёл летом того же года, когда архимандрит Петр с сёстрами во время выборов президента России призывали голосовать за Геннадия Зюганова против Бориса Ельцина. В одной из проповедей заявлял, что голосовать за «раба Божиего Геннадия» ему рекомендовал апостол Павел.
Тем временем отношения архимандрита Петра с новой настоятельницей обострились до такой степени, что верные архимандриту сёстры решили изгнать мать Дорофею. В конфликт вмешалось епархиальное руководство. В июле того же года архимандрит Петр отказался уйти за штат по указанию митрополита Воронежского и Липецкого Мефодия (Немцова).
3 сентября 1996 года в монастыре состоялось епархиальное собрание с участием 62 священнослужителей с привлечением ОМОНа и епархиальной службы безопасности. Они единогласно осудили беспорядки в монастыре. Семнадцать насельниц за нарушение монастырского устава были удалены из обители. Архимандриту Петру было предложено принести покаяние за неоднократные канонические нарушения. По распоряжению епархиального руководства отцу Петру было дано время на покаяние и предоставлена келья в Задонском Рождество-Богородицком мужском монастыре, где он и пребывал до начала ноября 1996 года. Удалённые из Свято-Тихоновского Преображенского женского монастыря насельницы некоторое время демонстративно проживали на Липецком железнодорожном вокзале, привлекая внимание СМИ. Всего Свято-Тихоновский Преображенский женский монастырь покинули, включая удалившихся добровольно, 63 насельницы.
Вскоре «по совету опытных людей» архимандрит Петр перешёл вместе с общиной бывших насельниц Задонского монастыря в юрисдикцию неканонической Российской православной автономной церкви, возглавляемую запрещённым в священнослужении архимандритом Валентином (Русанцовым). Предпринял попытку организовать монастырь «в лоне Суздальской епархии РПАЦ» в селе Омутском под Суздалем. Спустя месяц принёс покаяние и вернулся в Московский патриархат. По словам самих монахинь: «Контраст между благодатью, окружавшей нас в храмах Московского патриархата, и бездуховностью суздальских псевдоиерархов был столь разителен, что сомнения наши вмиг рассеялись».

### Духовник Боголюбского монастыря
По просьбе архимандрита Петра его община была оставлена во Владимирской епархии. В конце 1996 года вместе с женской общиной был определён в Покровский женский монастырь в Суздале.
По благословению патриарха Московского и всея Руси Алексия II и архиепископа Владимирского и Суздальского Евлогия 63 сестры и архимандрит Петр 14 января 1997 года были переведены в Боголюбский монастырь.
Часть сестёр архиепископ Евлогий попробовал вывести из-под «сектантского влияния» Петра (Кучера), расселив их по разным обителям. Отказавшиеся от послушания своему «старцу» сёстры были прокляты отцом Петром, а остальным было запрещено с ними общаться.
Боголюбский монастырь был передан Церкви в 1991 году, но лишь после перевода архимандрита Петра и монахинь в нём началось восстановительные работы. Под руководством архимандрита Петра обитель восстанавливалась, строилась и стала одним из крупных центров паломничества Русской православной церкви. Петр (Кучер) вложил немало сил и средств для открытия и благоустройства Суздальского Ризоположенского женского монастыря и его скита в селе Санино Суздальского района, а также Спасо-Преображенскую пустынь в селе Спас-Купалище Судогодского района Владимирской области, где по инициативе архимандрита Петра была собрана женская монашеская община, восстановлен полуразрушенный храм, возведены монастырские постройки.
Благодаря проповедям архимандрита Петра конца 1990-х — начала 2000-х годов Боголюбский монастырь приобрёл славу всероссийского центра борьбы с ИНН и паспортами с электронно считываемой записью. В проповедях и беседах архимандрит Петр заявлял: «Принятие цифрового идентификатора есть, можно так выразиться, принятие веры антихристовой. Вот так. Вхождение в Царство антихриста». Кроме того, широкую огласку получили регулярные «отчитки» бесноватых, проводимые архимандритом Петром; при монастыре появился детский приют в связи с тем, что архимандрит Петр требовал от своих духовных чад (в основном женщин) бросать всё и уходить в монастырь, а их детей, которых он тоже не хотел отпускать в мир, поселяли в этот приют. Как отмечал политолог Виктор Милитарёв, архимандрит Петр «регулярно разводит супружеские пары под самыми разными предлогами. „Благословляет“ женщин из этих разведённых супружеских пар продать свои квартиры, деньги пожертвовать в монастырь, а самим записаться послушницами или трудницами в этот монастырь, а детей <…> — отправить в этот самый приют. Это налаженная схема работы тоталитарной секты, подразумевающая чудовищные канонические нарушения с точки зрения православного права. Хотя бы потому, что постриг в монашество лиц, состоящих в законном браке и, тем более, имеющих малолетних детей, категорически запрещён. Одновременно это уголовная афера, заключающаяся в обогащении путём продажи этих квартир».
Осенью 2002 года организовал коллективный протест против принятия обителями России ИНН. Среди сестёр распространились эсхатологические веяния, страх антихриста. Боголюбовский монастырь закупил оптовые партии продуктов питания, которые по распоряжению духовника обители были закопаны в землю в окрестностях. В 2003 году по благословению «старца» боголюбские монахини написали заявления, в которых отказывались от всякой помощи со стороны «сатанинского государства», от пенсий и пособий. Их примеру последовали многие прихожане и паломники обители. Как писала Ольга Гуманова, «согласно учению, которое исповедают в Боголюбовском монастыре, вся Церковь в наше время является апостасийной, то есть отступнической. Принимать любые таинства и обряды можно только у особых, проверенных священников, которые не замечены в контактах с „экуменистами, обновленцами и масонами“. Как свидетельствуют многочисленные паломники, сёстры обители отказываются брать благословение у приезжающих в монастырь канонических священников Русской православной церкви. Прихожане и насельницы монастыря даже в мыслях не допускают, чтобы к одной с ними Церкви принадлежали люди с иными политическими взглядами, кроме монархических, а уж тем более обладатели новых российских паспортов, ИНН и мобильных телефонов».
7 мая 2003 года Священный синод Русской православной церкви освободил архимандрита Петра от управления мужской частью Боголюбского монастыря, а его братия была переведена «под надзор» в Константино-Еленинский приход во Владимире. На монастырь была наложена епитимья — запрещено служить литургии в будние дни в период Успенского поста. На заявление монахинь с отказом принимать паспорта нового образца архиепископ Евлогий наложил резолюцию: «Это состояние наших насельников явно не здоровое, а прямо болезненное, и на церковном языке есть духовная прелесть, мнимая праведность, страшнее коей ничего нет на свете». Во главе группы духовенства Петр отказался выполнять распоряжение правящего архиерея о переезде в другой монастырь во Владимирской области, поскольку последнему был присвоен ИНН.
1 октября 2004 года в Москве в присутствии 84 священнослужителей и 1,5 тысячи мирян верующих был впервые проведён «Чин всенародного покаяния» — чтения соборных клятв 1613 года и «коллективного раскаяния» группы духовенства и верующих за «богоотступничество, клятвопреступление и цареубийство», якобы совершённые русским народом в XX веке. В дальнейшем местом его проведения стало подмосковное село Тайнинское под Мытищами. Там пролегал путь русских царей из Кремля на богомолье в Троице-Сергиеву лавру. Отсюда же торжественно въезжал в столицу избранный на престол юный Михаил Романов. В городах и посёлках центральной России расклеивались объявления, в которых граждан призывали в Мытищи каяться в грехах. За три года в Тайнинском прошло более 60 покаянных чинов, где «покаялись» более 200 тысяч человек. В специально разработанном «старцем» и изданном чине народ каялся за «участие в цареубийстве», за то, что «пропил свои ваучеры», «мылся в одной бане с иудеями», каялся за восстание декабристов и т. д.. На тайнинских собраниях распространялись также послания лишённого сана епископа Чукотского Диомида (Дзюбана) с критикой священноначалия и деятельности Русской православной церкви. Диомид (Дзюбан) поддержал молебны у памятника царю-мученику Николаю; сторонники Диомида принимали участие также в молениях в Тайнинском, однако после ухода Диомида в раскол и создания Синода и единоличного рукоположения им во епископы родного брата среди участников чина покаяния произошло размежевание, и некоторое время у памятника в Тайнинском проводилось сразу два «чина» — сторонниками архимандрита Петра (Кучера) и сторонниками епископа Диомида. Последние возглавлял брат бывшего епископа Диомида Феофил (Дзюбан), провозгласивший себя «епископом Богородским и председателем Святейшего правительствующего синода».
Весной 2006 года Петр был отправлен за штат и запрещён в служении архиепископом Владимирским и Суздальским Евлогием за самовольное изгнание настоятельницы Боголюбского монастыря игумении Иулиании (Подолянко). Сёстрами и многочисленными паломниками монастыря из России и ближнего зарубежья был организован коллективный протест, переросший в волнения. Из монастыря к епархиальному управлению во Владимире прошёл крестный ход в несколько тысяч человек в поддержку боголюбского духовника. Архимандрит Петр был восстановлен в служении, сёстры принесли покаяние, а монахиня Иулиания отправлена в скит Александровского монастыря.
В ноябре 2007 года выступил с поддержкой Партии социальной справедливости, передав партии 500 икон Божией Матери и пояски с псалмом «Живый в помощи».
25 февраля 2010 года Издательский совет Русской православной церкви включил книгу Петра (Кучера) «Блюдите убо како опасно ходите», изданную в 2006 году, в список изданий, не рекомендованных к распространению в храмах и монастырях: «считать невозможным распространение указанной книги через церковную (епархиальную, приходскую, монастырскую) книжную сеть, поскольку в ней содержатся утверждения, противоречащие вероучению Православной церкви». В октябре того  же года сообщалось, что у самого Петра (Кучера) и монахинь, занимавших в обители ключевые позиции, есть российские паспорта нового образца, поскольку «отец Петр бывает на Афоне — естественно, без документов он бы попасть туда не смог».

### Скандал с детским приютом при монастыре
В августе 2009 года из приюта при Боголюбском монастыре в Гусь-Хрустальный сбежала воспитанница Валентина Перова, по жалобам которой на жестокое отношение было проведено прокурорское расследование. Оно не подтвердило заявление девочки, однако через год в связи с аналогичным скандалом Владимир Лукин завил, что «результаты того разбирательства вызывают вопросы».
В 2010 году разразился громкий скандал с детским приютом в Боголюбском монастыре. Две сбежавшие оттуда девочки заявили о жёстком обращении с ними, в том числе среди «воспитательных мер», которые применяют в обители, практиковались «многочисленные поклоны в качестве наказания, работу на поле с трёх часов утра до десяти вечера с получасовыми перерывами на завтрак и обед; помещение в затвор на втором этаже коровника, лишение еды — вода и сухари в течение 16 дней подряд; избиение ремнём по 12, 50, 70 ударов — считает вслух воспитатель; чтение вслух псалтыря до двух часов ночи — при том, что подъём в 5.30 утра».
27 октября того же года органы СКП по Владимирской области возбудили уголовное дело по статье о незаконном лишении свободы в связи с заявлениями воспитанниц этой обители. Это решение уже успели поддержать и детский омбудсмен России Павел Астахов, и «взрослый» Владимир Лукин. В результате которого приют был закрыт, а архимандрит Петр (Кучер) 13 ноября 2010 года отправлен архиепископом Владимирским и Суздальским Евлогием на покой с правом проживания в Боголюбской обители. Тем же распоряжением от исполнения обязанностей настоятельницы Боголюбского монастыря освобождена монахиня Георгия (Курчевская).

### Последние годы жизни
В 2011 году на сайте «Православие и мир» отмечалось: «Произошла декоративная смена руководства, а по сути монахини, проживающие в монастыре, игнорируют новую настоятельницу. Благословляются у старой и у отправленного на покой отца Петра. Бразды власти полностью в руках отца Петра».
9 мая 2015 года в Казанском храме города Владимира митрополит Евлогий вручил Петру орден святого благоверного великого князя Димитрия Донского II степени.
Осенью 2016 года прихожане Свято-Боголюбского женского монастыря «изгнали» из поселка Боголюбово производство презервативов, которое хотела открыть компания «Бергус». В результате пикетов и молитвенных стояний верующих предприниматели согласились перенести линию «изделий №2» в другое место. Свой протест прихожане Боголюбской обители объясняли тем, что не желают, чтобы на этикетках презервативов стояло «произведено в Боголюбово».
8 мая 2020 года митрополит Владимирский и Суздальский Тихон (Емельянов) постриг архимандрита Петра (Кучера) в Великую схиму с наречением имени Петр в честь первоверховного апостола Петра.
Скончался 5 июня 2020 года в Боголюбовском монастыре. 8 июня 2020 года митрополит Владимирский и Суздальский Тихон (Емельянов) в сослужении духовенства совершил отпевание схиархимандрита Петра. В числе пришедших проститься с ним были губернатор Владимирской области Владимир Сипягин, бывший губернатор, почётный гражданин Владимирской области Николай  Виноградов.

## Взгляды
…у одного мусульманина… жена не захотела рожать ребёнка: «Хватит, говорит, — Ибрагим, я уже намучилась воспитывать восьмерых детей, пойду на аборт». Муж говорит: «Подожди, я схожу к мулле», и сказал ему об этом. Тот приказал привести её в мечеть. Женщина переступила порог и видит: вокруг муллы сидит совет, помощники. Он, указывая ей на привязанную петлю, говорит: «Посмотри туда: или рожай ребёнка, или в петлю, третьего тебе не дано». Вот как надо разговаривать!— Блюдите убо како опасно ходите. — С. 122

Сегодня враг уже перетягивает и наш православный народ из Церкви Христовой в Церковь антихриста, которой является строящееся глобальное или всемирное электронное царство антихриста, где вместо благодати Божией люди будут жить под воздействием мертвящей силы диавола. Вот в чём смысл Горбачёвско-Ельцинской «перестройки» — в перестройке мира Божия в мир сатаны с антикрещением — присвоением ИНН и затем печати антихриста — ставленника диавола. И это, пожалуй, станет причиной начала третьей и последней мировой войны…— Блюдите убо како опасно ходите — С. 441

Если кто говорит: «Я верующая, я люблю Бога», а в монастырь не хочет отдать незамужнюю девицу, которая просится туда или предрасположена к монашеской жизни, тот иуда-предатель.— Блюдите убо како опасно ходите — С. 441

Нападение фашистской Германии на Советский Союз в историко-политическом аспекте — это была неудавшаяся попытка врагов России взять реванш за ликвидацию Сталиным в 20-30-х гг. космополитического антихристова десанта Троцкого, Зиновьева, Свердлова и других — десанта зла, высаженного Западом в России в 1917 г. в опломбированном троянском коне-вагоне и причинившего ей неисчислимые беды.
— Блюдите убо како опасно ходите — С. 453
Религиовед Александр Дворкин отмечает в мировоззрении Петра (Кучера) «вульгарный оккультизм»:

Архимандрит Петр (Кучер) не имеет богословского образования, и взгляды его сформировались во многом под влиянием т. наз. «оккультной среды общества», которая активно складывалась ещё в СССР начиная с середины 60-х гг. среди советской интеллигенции, воспринимающей её как оппозицию официальному «научному» атеизму. <…> Некоторые православные, не имевшие систематического (а то и вовсе никакого) духовного образования, с радостью восприняли новые идеи как ещё один аргумент, подтверждающий их веру в полемике против атеизма и, в результате, заразились ими. <…> мировоззрения архимандрита Петра опирается не на библейско-богословскую основу, а на этот самый вульгарный оккультизм. Например, он вполне серьёзно верит в колдовское-электронное «психотропное оружие». <…> Если мы рассмотрим знаменитые «видения» архимандрита Петра, то убедимся, что они имеют ярко выраженные оккультные признаки и вполне сопоставимы с явлениями, описываемыми в нью-эйджевской литературе.